# Campeonato Europeu de Futsal de 2010
O Campeonato Europeu de Futsal de 2010 foi a 7ª edição do torneio organizado pela União das Federações Europeias de Futebol (UEFA), que foi disputado na Hungria entre os dias 19 e 30 de janeiro. Pela primeira vez 12 equipas disputaram o título, das quais 11 se classificaram através de uma fase preliminar enquanto a Hungria se qualificou automaticamente por serem os anfitriões. O campeonato foi disputado nas duas maiores cidades da Hungria, em Budapeste (Papp László Sportaréna) e Debrecen (Főnix Arena).
A Espanha, conquistou o título pela terceira vez consecutiva batendo no final Portugal.

## Sede
A Hungria foi escolhida pelo comité da UEFA a 30 de Novembro de 2007 em Lucerna, de um lote de 4 candidaturas das quais também faziam parte a Bélgica (Charleroi e Antuérpia), Bósnia e Herzegovina (Sarajevo) e Turquia (Istambul). «Hungary awarded next finals» (em inglês). UEFA. 1 de dezembro de 2007. Consultado em 19 de janeiro de 2010</ref>

## Qualificação
38 nações participaram no torneio de qualificação, disputado em duas fases, a primeira disputada por 16 equipas, dos quais avançaram os 4 vencedores de cada grupo e os 2 melhores 2º classificados, aos quais se juntaram as restantes 22 equipas.
Da segunda fase apuraram-se os vencedores de cada grupo e os 4 melhores 2º classificados para o Euro 2010.

### Participantes
| País            | Apurado como     | Aparições anteriores no torneio        |
| --------------- | ---------------- | -------------------------------------- |
| Hungria         | Anfitrião        | 1 (2005)                               |
| Espanha         | Vencedor grupo 2 | 6 (1996, 1999, 2001, 2003, 2005, 2007) |
| Itália          | Vencedor grupo 4 | 6 (1996, 1999, 2001, 2003, 2005, 2007) |
| Rússia          | Vencedor grupo 7 | 6 (1996, 1999, 2001, 2003, 2005, 2007) |
| Ucrânia         | Vencedor grupo 1 | 5 (1996, 2001, 2003, 2005, 2007)       |
| Portugal        | Vencedor grupo 6 | 4 (1999, 2003, 2005, 2007)             |
| República Checa | Vencedor grupo 3 | 4 (2001, 2003, 2005, 2007)             |
| Bélgica         | vencedor grupo 5 | 3 (1996, 1999, 2003)                   |
| Sérvia          | 2º grupo 5       | 2 (1999, 2007)                         |
| Eslovênia       | 2º grupo 7       | 1 (2003)                               |
| Bielorrússia    | 2º grupo 4       | 0 (estreia)                            |
| Azerbaijão      | 2º grupo 4       | 0 (estreia)                            |

## Fase de grupos
Todo os jogos no fuso horário CET.

### Grupo A
| Pos | Seleção         | Pts | J | V | E | D | GP | GC | SG |
| --- | --------------- | --- | - | - | - | - | -- | -- | -- |
| 1º  | Azerbaijão      | 6   | 2 | 2 | 0 | 0 | 9  | 2  | +7 |
| 2º  | República Checa | 3   | 2 | 1 | 0 | 1 | 7  | 11 | -4 |
| 3º  | Hungria         | 0   | 2 | 0 | 0 | 2 | 6  | 9  | −3 |

| 19 Janeiro 2010 | Hungria | 1 – 3 | Azerbaijão | Budapest |
| 17:30           |         |       |            |          |

| 21 Janeiro 2010 | Azerbaijão | 6 – 1 | República Checa | Budapest |
| 18:00           |            |       |                 |          |

| 23 Janeiro 2010 | República Checa | 6 – 5 | Hungria | Budapest |
| 20:30           |                 |       |         |          |

### Grupo B
| Pos | Seleção | Pts | J | V | E | D | GP | GC | SG |
| --- | ------- | --- | - | - | - | - | -- | -- | -- |
| 1º  | Itália  | 6   | 2 | 2 | 0 | 0 | 8  | 2  | +6 |
| 2º  | Ucrânia | 3   | 2 | 1 | 0 | 1 | 6  | 6  | 0  |
| 3º  | Bélgica | 0   | 2 | 0 | 0 | 2 | 2  | 8  | −6 |

| 19 Janeiro 2010 | Itália | 4 – 0 | Bélgica | Debrecen |
| 19:00           |        |       |         |          |

| 21 Janeiro 2010 | Bélgica | 2 – 4 | Ucrânia | Debrecen |
| 20:00           |         |       |         |          |

| 23 Janeiro 2010 | Ucrânia | 2 – 4 | Itália | Debrecen |
| 18:30           |         |       |        |          |

### Grupo C
| Pos | Seleção   | Pts | J | V | E | D | GP | GC | SG |
| --- | --------- | --- | - | - | - | - | -- | -- | -- |
| 1º  | Sérvia    | 6   | 2 | 2 | 0 | 0 | 6  | 3  | +3 |
| 2º  | Rússia    | 3   | 2 | 1 | 0 | 1 | 8  | 5  | 3  |
| 3º  | Eslovênia | 0   | 2 | 0 | 0 | 2 | 1  | 7  | –6 |

| 20 Janeiro 2010 | Rússia | 5 – 1 | Eslovênia | Budapest |
| 20:00           |        |       |           |          |

| 22 Janeiro 2010 | Eslovênia | 0 – 2 | Sérvia | Budapest |
| 18:00           |           |       |        |          |

| 24 Janeiro 2010 | Sérvia | 4 – 3 | Rússia | Budapest |
| 20:30           |        |       |        |          |

### Grupo D
| Pos | Seleção      | Pts | J | V | E | D | GP | GC | SG  |
| --- | ------------ | --- | - | - | - | - | -- | -- | --- |
| 1º  | Espanha      | 6   | 2 | 2 | 0 | 0 | 15 | 2  | +13 |
| 2º  | Portugal     | 1   | 2 | 0 | 1 | 1 | 6  | 11 | -5  |
| 3º  | Bielorrússia | 1   | 2 | 0 | 1 | 1 | 6  | 14 | -8  |

| 20 Janeiro 2010 | Espanha | 9 – 1 | Bielorrússia | Budapest |
| 18:00           |         |       |              |          |

| 22 Janeiro 2010 | Bielorrússia | 5 – 5 | Portugal | Budapest |
| 20:00           |              |       |          |          |

| 24 Janeiro 2010 | Portugal | 1 – 6 | Espanha | Budapest |
| 20:30           |          |       |         |          |

## Fase final
|  | Quartos de Final | Quartos de Final |                 |                 | Meias Finais   | Meias Finais   |  |  | Final         | Final |
|  |                  |                  |                 |                 |                |                |  |  |               |       |
|  | 25 de janeiro    |                  |                 |                 |                |                |  |  |               |       |
|  |                  |                  |                 |                 |                |                |  |  |               |       |
|  | Azerbaijão       | 3(4)             |                 |                 |                |                |  |  |               |       |
|  | Azerbaijão       | 3(4)             | 28 de janeiro   |                 |                |                |  |  |               |       |
|  | Ucrânia          | 3(3)             |                 |                 |                |                |  |  |               |       |
|  | Ucrânia          | 3(3)             | Azerbaijão      | 3(4)            |                |                |  |  |               |       |
|  | 26 de janeiro    |                  | Azerbaijão      | 3(4)            |                |                |  |  |               |       |
|  |                  | Portugal         | 3(5)            |                 |                |                |  |  |               |       |
|  | Sérvia           | Portugal         | 3(5)            | 1               |                |                |  |  |               |       |
|  | Sérvia           |                  | 30 de janeiro   | 1               |                |                |  |  |               |       |
|  | Portugal         | 5                |                 |                 |                |                |  |  |               |       |
|  | Portugal         | 5                | Portugal        | 2               |                |                |  |  |               |       |
|  | 25 de janeiro    |                  | Portugal        | 2               |                |                |  |  |               |       |
|  |                  | Espanha          | 4               |                 |                |                |  |  |               |       |
|  | República Checa  | Espanha          | 4               | 3(3)            |                |                |  |  |               |       |
|  | República Checa  | 28 de janeiro    |                 | 3(3)            |                |                |  |  |               |       |
|  | Itália           | 3(1)             |                 |                 |                |                |  |  |               |       |
|  | Itália           | 3(1)             | República Checa | 1               | Terceiro lugar | Terceiro lugar |  |  |               |       |
|  | 26 de janeiro    |                  | República Checa | 1               | Terceiro lugar | Terceiro lugar |  |  |               |       |
|  |                  | Espanha          | 8               |                 |                |                |  |  |               |       |
|  | Rússia           | Espanha          | 8               | 0(6)            | Azerbaijão     | 3              |  |  |               |       |
|  | Rússia           |                  |                 | 0(6)            | Azerbaijão     | 3              |  |  |               |       |
|  | Espanha          | 0(7)             |                 | República Checa | 5              |                |  |  |               |       |
|  | Espanha          | 0(7)             |                 |                 | 5              |                |  |  |               |       |
|  |                  |                  |                 |                 |                |                |  |  | 30 de janeiro |       |
|  |                  |                  |                 |                 |                |                |  |  |               |       |

## Classificação final
| Ranking | Seleção         |
| ------- | --------------- |
|         | Espanha         |
|         | Portugal        |
|         | República Checa |
| 4       | Azerbaijão      |
| 5       | Rússia          |
| 5       | Itália          |
| 5       | Ucrânia         |
| 5       | Sérvia          |
| 9       | Bielorrússia    |
| 9       | Hungria         |
| 9       | Bélgica         |
| 9       | Eslovênia       |

| Campeonato Europeu de Futsal de 2010 |
| ------------------------------------ |
| Espanha 5º Título                    |